# Александровка (Панинский район)
Александровка — село в Панинском районе Воронежской области.
Входит в Криушанское сельское поселение. Ранее входило в Мартыновское сельское поселение.

## География
Село расположено на реке Смычок (Шлычка) рядом с автодорогой А144.

### Улицы
- ул. Александра Казакова
- ул. Крестьянская
- ул. Лесная
- ул. Садовая
- ул. Школьная

## История
Основано в начале XIX века как владельческое село сенатора генерал-майора А. Б. Казакова, получив первоначальное название по имени владельца — Казаковка. После смерти А. Б. Казакова имение при селе перешло его дочери Марии Александровне, в замужестве Звегинцовой (1847—1908). В 1849 году в селе была построена каменная Покровская церковь (не сохранилась).
В 1859 году здесь проживали 281 человек, было 42 двора, действовали конный и кирпичный заводы. В 1900 году в селе было 63 двора, в которых проживали 332 человека, также было общественное здание, земская школа, четыре ветряные мельницы.
В 1977 году институтом «ЦЧОГипросельхозстрой» был выполнен проект планировки и застройки села, на основании которого осуществлена застройка восточной части.
В селе работает Александровская средняя общеобразовательная школа.

## Население
| 1859 | 1897 | 2000 | 2005 | 2007 | 2010 |
| ---- | ---- | ---- | ---- | ---- | ---- |
| 354  | ↗645 | ↘571 | ↘516 | ↗550 | ↘513 |